# Nederlandse Muziekprijs
De Nederlandse Muziekprijs is de hoogste onderscheiding die door het Ministerie van OCW aan een musicus, werkzaam in de klassieke muziek, kan worden uitgereikt.

De prijs wordt toegekend op advies van de Adviescommissie Nederlandse Muziekprijs, tot eind 2007 ondergebracht bij het Fonds Amateurkunst en Podiumkunsten (FAPK), sinds die datum gefuseerd tot het Nederlands Fonds voor Podiumkunsten+ en sinds begin 2010 Fonds Podiumkunsten geheten. Deze commissie volgt de kandidaat intensief gedurende een periode van twee jaar, waarin de kandidaat een met de commissie overeengekomen studietraject aflegt. Aan het eind van dit studietraject beslist de commissie na een tentamenconcert of de kandidaat ook daadwerkelijk de prijs krijgt toegekend.

## Laureaten
- 2024 Vincent van Amsterdam (accordeon)[1][2]
- 2024 Elisabeth Hetherington (sopraan)[3]
- 2024 Laurens de Man (orgel)
- 2023 Raoul Steffani (bariton)[4]
- 2022 Thomas Beijer (piano)[5]
- 2021 Sebastiaan Kemner (trombone)
- 2020 Lucie Horsch (blokfluit)[6]
- 2020 Dominique Vleeshouwers (slagwerk)
- 2018 Peter Gijsbertsen (tenor)[7]
- 2018 Maria Milstein (viool)[8]
- 2017 Rob van de Laar (hoorn)[9]
- 2016 Hannes Minnaar (piano en orgel)[10]
- 2016 Remy van Kesteren (harp)
- 2012 Rick Stotijn (contrabas)
- 2010 Henk Neven (bariton)
- 2010 Izhar Elias (gitaar)
- 2010 Erik Bosgraaf (blokfluit)
- 2010 Ties Mellema (saxofoon)
- 2009 Bram van Sambeek (fagot)
- 2009 Lavinia Meijer (harp)
- 2008 Christianne Stotijn (mezzosopraan)
- 2007 Gwyneth Wentink (harp)
- 2006 Liza Ferschtman (viool)
- 2004 Jörgen van Rijen (trombone)
- 2003 Janine Jansen (viool)
- 1999 Pauline Oostenrijk (hobo)
- 1997 Geert Smits (bariton)
- 1995 Godelieve Schrama (harp)
- 1994 Quirine Viersen (cello)
- 1993 Manja Smits (harp)
- 1992 Pieter Wispelwey (cello)
- 1991 Arno Bornkamp (saxofoon)
- 1989 Theodora Geraets (viool)
- 1988 Jacob Slagter (hoorn)
- 1987 Olga de Roos (saxofoon)
- 1987 Martijn van den Hoek (piano)
- 1985 Wout Oosterkamp (bas-bariton)
- 1984 Jard van Nes (mezzosopraan)
- 1984 Ronald Brautigam (piano)
- 1981 Hans Roelofsen (contrabas)